# Marmaduke (película)
Marmaduke es una película estadounidense mixta de imagen real y animación del año 2010. 
La película es una adaptación de la historieta homónima de Brad Anderson, y trata de la familia Winslow y sus mascotas (un gran danés llamado Marmaduke y un gato balinés llamado Carlos) y su mudanza de Kansas a California.

## Argumento
Marmaduke (voz de Owen Wilson) es un gran danés que vive en las zonas rurales de Kansas con un gato llamado Carlos (voz de George López). Su dueño es Phil (Lee Pace). Phil es muy estricto, desde la perspectiva de Marmaduke. 
Un día, Carlos le dice a Marmaduke que escuchó por casualidad a Phil diciendo que iban a cederles al Condado de Orange, pues se desplazan desde Kansas a su nueva casa en California. El jefe de Phil, Don Twombly (William H. Macy), tiene el objetivo de conseguir la corteza orgánica en todos los Petco (tienda de mascotas). Phil y Don se reúnen en el parque para perros, para discutir la asignación de Phil - una campaña publicitaria para ganar más de Petco. Allí, Marmaduke conoce a una hermosa perra collie llamada Jezebel (voz de Fergie), cuyo novio es Bosco (voz de Kiefer Sutherland), un perro beauceron controlador y violento que cuenta con dos secuaces llamados Thunder y Lightning. Bosco intimida a Marmaduke, que no quiere pelear. 
Luego Marmaduke conoce a una pastora australiana de pelo largo Mazie (voz de Emma Stone), que se enamora de Marmaduke. También conoce a Giuseppe (voz de Christopher Mintz-Plasse), un perro Crestado Chino que tiene miedo de todo, y a Pasas, una muy inteligente pero decidida Dachshund. Ellos se fueron juntos por la noche a una fiesta de perros organizada por Bosco, pero fueron expulsados por él. Luego Marmaduke le pide a Mazie que le ayude a convertirse en un perro de pedigrí para ser aceptado y que Jezebel se enamore de él.
Marmaduke se gana a los perros de pedigrí, desplazando a Bosco y enamorando a Jezebel, con un truco que hace ayudado de Carlos. 
En un viaje que hace la familia Marmaduke hace una fiesta a la que asiste Bosco y revela su secreto, siendo Marmaduke abandonado por los perros de pedigrí que habían destrozado la casa, por lo cual la noche que la familia regresa debe dormir en el patio.
Marmaduke escucha a Phil decir que tal vez deberían regalarlo y escapa, no sin antes hacer algo por arreglar las cosas en la familia, con Mazie y los otros, a quienes había despreciado cuando se unió a los perros pedigrí.
Mazie y la familia de Marmaduke lo buscan desesperados y cuando finalmente lo encuentra, el terreno cede por la rotura de una y provoca un socavon tragándose a Mazie y Marmaduke salta para rescatarla. Los rescatistas se preparan a salvarlos pero solo pueden sacar a Mazie pues la corriente es muy fuerte y Marmaduke le dice que salte ella primero. Phil al enterarse corre al acueducto donde desemboca esos canales y rescata a Marmaduke.
Finalmente, se muestra a Marmaduke, Jezebel, Mazie, Giuseppe, Raisin y Buster bailando y cantando. Al final, Marmaduke y Mazie salen juntos, Marmaduke y Jezebel son amigos, y Buster probablemente llega a una familia y todo acaba bien.

## Música
La partitura de Marmaduke fue compuesta por Christopher Lennertz, que grabó su partitura con un conjunto completo de la Hollywood Studio Symphony en el Newman Scoring Stage de la 20th Century Fox, y la Eastwood Scoring Stage en la Warner Brothers.

## Estreno
La película fue estrenada el 4 de junio de 2010 por la 20th Century Fox y Regency Enterprises a 3213 cines en EE. UU.

### Crítica
La película ha sido casi totalmente desprestigiada por los críticos. Revisión total de Rotten Tomatoes informes que el 11% de los críticos han dado a la película una crítica positiva sobre la base de 75 comentarios, con una puntuación media de 3.2/10. El consenso es fundamental: "aburrido y sin gracia, Marmaduke ofrece a los espectadores de la familia poco más que una nueva ronda de animales parlantes y humor escatológico". Otro agregado de revisión, Metacritic, que asigna una normalización (estadísticas) en base de 0 a 100 mejores reseñas de los críticos de la corriente principal, calculado una puntuación media de 30 sobre la base de 22 comentarios. Roger Ebert del Chicago Sun-Times dio a la película dos de cuatro estrellas, y escribió en su reseña: "El momento en que vi los labios grandes de Marmaduke babeando en movimiento, sabía que estaba en problemas."

### Taquilla
La película recaudó 3,4 millones dólares en la jornada inaugural, el aterrizaje en el sexto lugar detrás de Sex and the City 2, Prince of Persia: The Sands of Time, The Killers, llevarlo al griego, y siempre después de Shrek, respectivamente. Esto fue muy por debajo de las aperturas de otras películas de acción en vivo animal que habla y una decepción para el estudio. La película quedó en sexto lugar el fin de semana, con 11,6 millones dólares ganados para un promedio de 3.608 dólares de 3.213 cines. En su segundo fin de semana, había una disminución de 48% a poco más de $ 6 millones y descender al séptimo lugar. A partir del 22 de julio, la película ha ganado $ 32 331 960 a nivel nacional como a nivel mundial $ 54 031 960, lo que no tiene éxito en los EE. UU., sino que busca convertirse en un éxito de taquilla de menor importancia en el total de todo el mundo.